# Verein für Erdkunde zu Dresden
Der Verein für Erdkunde zu Dresden war neben dem Leipziger Verein von Freunden der Erdkunde der bedeutendste Verein Sachsens, der sich von 1863 bis in die Zeit des Zweiten Weltkrieges überregional mit Erd-, Länder- und Völkerkunde beschäftigte. Zu seinen Mitgliedern zählten namhafte Persönlichkeiten des öffentlichen Lebens, darunter zahlreiche Wissenschaftler.

## Geschichte
Nachdem der erste Jahresbericht der 1860 gegründeten Vereins für Erdkunde zu Leipzig erschienen war, wurde auch in der sächsischen Residenzstadt Dresden das Interesse an einer ähnlichen geographischen Gesellschaft geweckt. Am 17. März 1863 ließ Sophus Ruge ein Rundschreiben mit dem Aufruf zur Gründung eines geographischen Lesezirkels oder einer geographischen Gesellschaft nach Leipziger Vorbild in Umlauf geben. Daraufhin trafen sich am 12. März 1863 dreizehn Gleichgesinnte zur Gründung eines derartigen Lesezirkels. Dabei kam die gemeinsame Idee auf, den Vorsitz des neuen Vereins dem in Leipzig tätigen Konsul Karl Andree anzubieten und mit diesem gemeinsam den Verein für Erdkunde zu Dresden zu gründen. Karl Andree stimmte wenige Tage später diesem Vorschlag zu und so kam es am 27. März 1863 zur offiziellen Gründungsversammlung des Vereins. 
Als Sitz konnte in der Dresdner Altstadt das Haus Kleine Brüdergasse 11 genutzt werden. Nahezu 100 Mitglieder traten bereits im ersten Jahr dem Verein bei. Mit Erreichen des 60. Lebensjahres legte Karl Andree 1868 den Vereinssitz in Dresden nieder und der bisherige Schriftführer Sophus Ruge, der damals an der Handelsschule in Dresden Geographie und Geschichte lehrte, übernahm die Leitung des Vereins, dem er 35 Jahre lang vorstand. Unter seiner Leitung erschienen auch die Jahresberichte des Vereins in regelmäßigen Abständen, die sich zu einem wichtigen geographischen Publikationsorgan entwickelten.
Neben dem regen Vereinsleben mit Vorträgen und Exkursionen wurde der Verein vor dem Ersten Weltkrieg auch zu einer wichtigen Anlaufstelle für Ausreisewillige, die sich im Verein Informationen über ihre neue Wahlheimat holten. Speziell dafür wurde eine vereinsinterne Abteilung für Auswanderungsangelegenheiten geschaffen, die mehrere Jahre vom Schriftsteller Rudolf Doehn geleitet wurde. Bekannt wurde der Verein für Erdkunde zu Dresden auch für seine Unterstützung von mehreren Auslandsexpeditionen, so beispielsweise nach Afrika oder zum Nordpol.
Im Jahr 1886 war der Verein maßgeblich an der Organisation des Deutschen Geographentages beteiligt, zu dem von Paul Emil Richter das vom Verein für Erdkunde zu Dresden herausgegebene Verzeichnis von Forschern in wissenschaftlicher Landes- und Volkskunde Mittel-Europas publiziert wurde.
1904 übernahm Bernhard Pattenhausen und spätestens 1908 Emil Schöne den Vereinsvorsitz. Zweiter Vorsitzender war eine Zeit lang General der Kavallerie Hermann von Broizem. In den 1930er Jahren leitete Hans von Zanthier und Paul Wagner den Verein für Erdkunde, der wie alle sächsischen Vereine im Zuge des Zweiten Weltkrieges nach 1943 seine Tätigkeit einstellen musste. Die umfassende Vereinsbibliothek war bereits 1924 in den Besitz der Stadtbibliothek Dresden übergegangen.